# Royal Victorian Order
Royal Victorian Order, dansk Den kongelige Victoriaorden eller bare Victoriaorden, er en britisk ridderorden som blev grundlagt af dronning Victoria af Storbritannien den 21. april 1896 som en familieorden, tildelingen sker på monarkiets ønske. Ordenen belønner tjeneste for monarkiet. Ordensdagen er 20. juni, som var dronning Victorias tiltrædelsesdag.

## Inddeling
Ordenen har fem klasser, som fra højest til lavest rang er:
- Storkorsridder eller storkorsdame (Knight Grand Cross eller Dame Grand Cross, GCVO)
- Kommandørridder eller kommandørdame (Knight Commander, KCVO eller Dame Commander, DCVO)
- Kommandør (Commander, CVO)
- Løjtnant (Lieutenant, LVO)
- Medlem (Member, MVO)